# Кирилловка (Рязанская область)
Кири́лловка — деревня в Сапожковском районе Рязанской области России. Входит в состав Канинского сельского поселения.

## География
Деревня находится в южной части Рязанской области, в лесостепной зоне, на правом берегу реки Мостья, при автодороге 61К-044, на расстоянии примерно 20 км (по прямой) к северо-западу от рабочего посёлка Сапожок, административного центра района. Абсолютная высота — 105 м над уровнем моря.

### Климат
Климат характеризуется как умеренно континентальный, с тёплым летом и умеренно холодной снежной зимой. Среднегодовая температура воздуха — 4,3 °C. Средняя температура воздуха самого холодного месяца (января) — −11,4 °C; самого тёплого месяца (июля) — 19 °C. Вегетационный период длится около 180 дней. Среднегодовое количество осадков — 551 мм, из которых 365 мм выпадает в период с апреля по октябрь.

### Часовой пояс
Деревня Кирилловка, как и вся Рязанская область, находится в часовой зоне МСК (московское время). Смещение применяемого времени относительно UTC составляет +3:00.

## Население
| 2010 |
| ---- |
| 7    |

### Национальный состав
Согласно результатам переписи 2002 года, в национальной структуре населения русские составляли 100 % из 12 чел.